# Montreux Volley Masters 1998
Il Montreux Volley Masters di pallavolo femminile 1998 si è svolto dal 2 al 7 giugno 1998 a Montreux, in Svizzera. Al torneo hanno partecipato 8 squadre nazionali e la vittoria finale è andata per la sesta volta, la seconda consecutiva, a Cuba.

## Squadre partecipanti
- Brasile
- Cina
- Cuba
- Germania
- Giappone
- Italia
- Russia
- Stati Uniti

## Gironi
| Girone A                         | Girone B                     |
| -------------------------------- | ---------------------------- |
| Cuba Germania Russia Stati Uniti | Brasile Cina Giappone Italia |

## Fase finale

### Finali 1º e 3º posto
|  | Semifinali | Semifinali | Semifinali |      |      | Finale 1º/2º posto | Finale 1º/2º posto | Finale 1º/2º posto |  |
|  |            |            |            |      |      |                    |                    |                    |  |
|  | Cuba       | Cuba       | 3          |      |      |                    |                    |                    |  |
|  | Cuba       | Cuba       | 3          |      |      |                    |                    |                    |  |
|  | Brasile    | Brasile    | ?          |      |      |                    |                    |                    |  |
|  | Brasile    | Brasile    | ?          |      | Cuba | Cuba               | 3                  |                    |  |
|  |            |            |            |      | Cuba | Cuba               | 3                  |                    |  |
|  |            |            | Cina       | Cina | 0    |                    |                    |                    |  |
|  | Cina       | Cina       | Cina       | Cina | 0    | 3                  |                    |                    |  |
|  | Cina       | Cina       |            |      |      | 3                  |                    |                    |  |
|  | Russia     | Russia     | ?          |      |      | Finale 3º/4º posto | Finale 3º/4º posto | Finale 3º/4º posto |  |
|  | Russia     | Russia     | ?          |      |      |                    |                    |                    |  |
|  |            |            |            |      |      |                    |                    |                    |  |
|  |            |            |            |      |      | Russia             | Russia             | 3                  |  |
|  |            |            |            |      |      | Russia             | Russia             | 3                  |  |
|  |            |            |            |      |      | Brasile            | Brasile            | 2                  |  |

### Finale 5º posto
|  | Semifinali  | Semifinali  | Semifinali  |             |          | Finale   | Finale | Finale |  |
|  |             |             |             |             |          |          |        |        |  |
|  | Stati Uniti | Stati Uniti | 3           |             |          |          |        |        |  |
|  | Stati Uniti | Stati Uniti | 3           |             |          |          |        |        |  |
|  | Italia      | Italia      | 0           |             |          |          |        |        |  |
|  | Italia      | Italia      | 0           |             | Giappone | Giappone | 3      |        |  |
|  |             |             |             |             | Giappone | Giappone | 3      |        |  |
|  |             |             | Stati Uniti | Stati Uniti | 2        |          |        |        |  |
|  | Giappone    | Giappone    | Stati Uniti | Stati Uniti | 2        | 3        |        |        |  |
|  | Giappone    | Giappone    |             |             |          |          |        |        |  |
|  | Germania    | Germania    | 0           |             |          |          |        |        |  |

## Classifica finale
| Classifica | Squadre     |
| ---------- | ----------- |
|            | Cuba        |
|            | Cina        |
|            | Russia      |
| 4          | Brasile     |
| 5          | Giappone    |
| 6          | Stati Uniti |
| 7          | Germania    |
| 7          | Italia      |